# TALOS (軍服)
TALOS，是戰術突擊輕型操作服（Tactical Assault Light Operator Suit）的簡稱。它是美國陸軍為了造出機械化外骨架 的目的，而與美國各大學、實驗室、科技產業共同合作研發的項目。簡言之，TALOS計畫聲稱此種新軍服能夠防彈、可武器化、生命特徵監測，並給予穿戴者超人般的力量和感知能力。 這款軍服的構成還將包含有智慧型材料（Smart material）及传感器。

## 沿革
TALOS是由美軍特种行动的最高指揮官威廉·麦克雷文將軍，在2013年5月的一場會議中首次提出的。他說這種防護服的靈感，是源自一支他在阿富汗的部隊。
2013年10月，陸軍表示，「初代功能版」預計在1年內完成； 雖然想達到能實用的地步，可能需要更長時間。 2014年6月，三套無動力的原型服完成組裝和交貨。此時這軍服的開發與參與者已擴及56家公司、16個美國政府部門、13所大學，與10個美國國家級實驗室，他們共同的工作內容就是使構想的重點具體化。包括了有动力装置的体外骨骼、全身式的盔甲，與狀態意識（Situation awareness）顯示器。 美国特种作战司令部計畫舉辦一場模仿《怪物車庫》（monster garage）節目的活動，以鼓勵技工和手工藝人們創作手工套件，五角大廈也批准對當中有趣的作品派發獎金。麦克雷文將軍期望這套系統能於2018年8月投入戰場。

## 預想特點
- 在穿戴期間可智能分配重量，减少負重對身體的影响。
- 必須低耗電（英语：Electric energy consumption）。
- 穿起來的舒適度不比現在的制服低。
- 提供向士兵发出指示信号，以减少伤害的传感器。
- 各地使用者最需要的，提供一体化的共通零件支援（英语：Combat service support (United States)）。
- 可再次利用能量，以提高移动效率，並改善總體代谢。
- 保持柔軟和弹性, 只有當需要時才变硬。[7]
- 衣服的重量小於400磅（180），且12瓦特的能量可使用12小時。[8]

### 挑戰
- 由於電源部分的電力需求，可能會增加更多額外重量。[7]

國防工業的領導者表示，對於美国特种作战司令部的财务前景，和TALOS科技的开发进度時程均持怀疑态度。麦克雷文將軍計畫在2014年6月交出原型服，2018年7月投入可獨立戰鬥的實用型。科學家與技術官員則认为這種想像的科技軍服到2026年前都不會實現。需要開發出的新科技包括有：下一代的全身防彈裝甲防護材料、可灵活移動的動力式外骨骼、整合過的耐磨天线和電腦、士兵戰鬥準備顯示器和隱藏式資訊顯示器、發電及熱源管理、嵌入的医疗监测器及生物机械模型，肯定要為了將不同公司間製造的零件集中在一件軍服上努力。發電是最大的問題，因為當前還沒有重量輕又低耗電的系統可作為軍服的補充能源。资金来源也是隱憂，特種作戰司令部計畫每年花费2000萬美元研發，總預算8000萬美元，當中某些人覺得金額太低了。先前打造的數位化士兵計畫大地勇士（Land Warrior），美國陸軍從1996年至2006間簽署三張大合同，砸下了五億美元，才使其功能變得可靠。

## 其他
- TALOS的名字和塔罗斯相同，一個希臘神話中的青銅自動機巨人。